# Echinorhynchus salmonis
Echinorhynchus salmonis är en hakmaskart som beskrevs av Mueller 1784. Echinorhynchus salmonis ingår i släktet Echinorhynchus och familjen Echinorhynchidae. Arten är reproducerande i Sverige. Inga underarter finns listade i Catalogue of Life.